# You’re the Top
«You’re the Top» — песня американского композитора Коула Портера. Впервые прозвучала в его мюзикле Anything Goes, премьера которого состоялась на Бродвее в 1934 году.
Песню впервые исполнили на сцене Этель Мерман и актёр Уильям Гэкстон, сыгравшие роли Рено Суини и Билли Крокера в оригинальной бродвейской постановке 1934 года.

## Другие версии
Свои версии этой песни записало множество исполнителей.
Самая продаваемая версия — Пола Уайтмена и его оркестра (вокальную партию исполняют дуэтом Пегги Хили и Джон Хаузер). Пластинка с этой записью вышла в 1934 году на лейбле Victor и достигала первой пятерки самых популярных песен в США.